# Palak Muchhal
Palak Muchhal (nacida el 30 de marzo de 1992 en Indore, Madhya Pradesh), es una cantante de playback india. Ella y su hermano menor Palaash Muchhal, ofrecieron una serie de prestaciones de espectáculos en toda la India, como también en el extranjero, para recaudar fondos para los niños pobres que necesitan ayuda financiera, como el tratamiento médico de las enfermedades del corazón. A partir del mes de mayo del 2013, ambos hermanos han recaudado fondos de INR25 millones (US $ 410.000), a través de sus campañas de caridad en la que han ayudado a salvar a 572 vidas, que sufren de estas enfermedades del corazón. Palak Muchhal ha ingresado a la publicación del libro Guinness de los Récords y del Libro Limca, también de los Récords, esto por sus grandes logros de su trabajo social. Su trabajo también ha sido reconocido por el Gobierno de la India y de otras instituciones públicas a través de diversas premiaciones y distinciones. Palak Muchhal inició su carrera como cantante de playback en las películas de Bollywood, ha interpretado temas musicales para películas del cine hindi como Ek Tha Tiger (2012) y Aashiqui 2 (en 2013).

## Biografía
Palak Muchhal nació el 30 de marzo de 1992 en Indore, en el seno de una familia de clase media originaria de Maheshwari, Marwari. Su madre, Amita Muchhal, es ama de casa y su padre, Rajkumar Muchhal, trabaja como contador en una empresa privada. Ella tiene un hermano menor llamado, Palash Muchhal, que es músico. En el mes de mayo del 2013 Palak Muchhal , cursó su último año en el B.Com, un colegio en Indore. 
Palak Muchhal comenzó a cantar cuando tenía unos cuatro años de edad. Ella ha sido entrenado en la música clásica de la India y puede interpretar temas musicales en 17 idiomas diferentes. 

## Filmografía
| Año de lanzamiento | Canción                          | Película                | Director musical                 | Co-singer(s)                         |
| ------------------ | -------------------------------- | ----------------------- | -------------------------------- | ------------------------------------ |
| 2011               | "Damadamm"                       | Damadamm!               | Himesh Reshammiya                | Himesh Reshammiya                    |
| 2011               | "Pyaar Ke Silsile"               | Na Jaane Kabse          | Jatin Pandit                     |                                      |
| 2012               | "Laapata"                        | Ek Tha Tiger            | Sohail Sen                       | KK                                   |
| 2012               | "Nainon Ne Nainon Se"            | From Sydney with Love   | Sohail Sen                       | Sohail Sen                           |
| 2013               | "Meri Aashiqui"                  | Aashiqui 2              | Mithoon                          | Arijit Singh                         |
| 2013               | "Chaahun Main Ya Naa"            | Aashiqui 2              | Jeet Gannguli                    | Arijit Singh                         |
| 2013               | "Tui Borsha Bikeler Dheu"        | Rocky                   | Jeet Gannguli                    | Shaan                                |
| 2013               | "Chura Ke Le Ja"                 | Policegiri              | Himesh Reshammiya                | Yashraj Kapil                        |
| 2013               | "Tirat Meri Tu"                  | Policegiri              | Himesh Reshammiya                | Vinit Singh, Shabab Sabri            |
| 2013               | "Lamhaa Tera Mera"               | Zanjeer                 | Chirantan Bhatt                  | Wajhi Farooki                        |
| 2013               | "Aankhon Hi Aankhon Ne (Duet)"   | Mickey Virus            | Hanif Shaikh                     | Mohit Chauhan                        |
| 2013               | "Aankhon Hi Aankhon Ne (Female)" | Mickey Virus            | Hanif Shaikh                     |                                      |
| 2013               | "O Humsafar"                     | Khiladi                 | Shree Pritam                     | Shaan                                |
| 2013               | "Dhokha Dhadi"                   | R... Rajkumar           | Pritam Chakraborty               | Arijit Singh                         |
| 2013               | "Karle Pyaar Karle" (title song) | Karle Pyaar Karle       | Meet Bros Anjjan, Suneel Darshan |                                      |
| 2013               | "Teri Saanson Mein"              | Karle Pyaar Karle       | Rashid Khan, Suneel Darshan      | Arijit Singh, Amit Mishra            |
| 2013               | "Photocopy"                      | Jai Ho                  | Sajid-Wajid                      | Himesh Reshammiya                    |
| 2014               | "Dyaniyaagiruve"                 | Love is Poison(Kannada) | Sai Kiran                        |                                      |
| 2014               | "Yaako Kaane Dina"               | Love is Poison(Kannada) | Sai Kiran                        | Loveguru Rajesh                      |
| 2014               | "Tu Hi Hai Aashiqui"             | Dishkiyaoon             | Palash Muchhal                   | Arijit Singh                         |
| 2014               | "Nachle Tu"                      | Dishkiyaoon             | Palash Muchhal                   | Mika Singh                           |
| 2014               | "Ice Cream Khaungi"              | The Xpose               | Himesh Reshammiya                | Himesh Reshammiya, Yo Yo Honey Singh |